# Nordisk Mesterskab
Nordisk Mesterskab (forkortet NM) er normalt betegnelsen for mesterskaber imellem landene Finland, Sverige, Norge, Danmark og Island.
| Sport | Spire Denne artikel om sport er en spire som bør udbygges. Du er velkommen til at hjælpe Wikipedia ved at udvide den. |